# Museo del Agua (Medellín)
El Museo del Agua EPM es un museo ubicado en la ciudad colombiana de Medellín, en el Parque de los Pies Descalzos. Este museo es un lugar lleno de magia, un espacio ciudadano para la cultura y la educación en el que los visitantes pueden conocer todo acerca del recurso vital más preciado: el agua.  Es un museo temático de ciencia, arte y tecnología, que le permite a sus visitantes la vivencia de experiencias increíbles que retan sus conocimientos, sus sentidos y su capacidad de asombro.
El Museo es administrado por la Fundación EPM y es catalogado dentro de los museos de tercera y cuarta categoría, donde todo lo expuesto puede ser tocado. Presenta al público propuestas interactivas, didácticas y de observación e inmersión, para que experimente con el agua en todas sus dimensiones. Dichas propuestas incluyen, entre otros atractivos, la recreación de un viaje en el tiempo hasta el origen del universo a través de explosiones, partículas, gases; un recorrido por la historia del agua y sus orígenes para descubrir la evolución del planeta Tierra y del agua; una muestra experiencial de las propiedades físicas y químicas del agua; y una visita sensorial por hermosos paisajes de la geografía colombiana. 
El visitante del Museo del Agua puede aprender allí cómo algunas de las civilizaciones más antiguas crearon ingeniosos sistemas hidráulicos para proveerse de agua y cómo se adaptaron alrededor de ella para sobrevivir; finalmente podrá conocer el moderno sistema de acueducto empleado por EPM en el Valle de Aburrá.

## Educación ambiental
El Museo del Agua EPM realiza constantemente labores de educación ambiental dirigidas a las Instituciones Educativas de la ciudad de Medellín, contribuyendo a crear una cultura de respeto y cuidado del medio ambiente, en especial del recurso agua, en las nuevas generaciones. 
Así mismo, desarrolla diversas estrategias de acercamiento de la comunidad a los temas ambientales, de una manera lúdica y divertida. Niños y jóvenes pueden disfrutar de actividades como "Club Amigos del Agua" o Vacaciones con el Agua; mientras que los más adultos tienen la oportunidad de acceder a charlas, exposiciones y el "Club de Antaño". 

## Historia
En 2000, Empresas Públicas de Medellín, dio lugar a la creación de un museo interactivo que permitiera acercar a la comunidad a los temas de servicios públicos que presta esta entidad. El proyecto se comenzó a entrever con una visita del personal de EPM a El Electrium, museo de Hidroquebec, empresa generadora de energía de Canadá, similar a EPM en su funcionamiento. En 1999, se inició un recorrido, que se extendería durante 6 meses, en busca de información para crear el museo interactivo. Se visitaron diversos museos interactivos del mundo para tener modelos y desarrollar un ejercicio de adaptación y creación.
De estas visitas se trajeron ideas y un ejercicio creativo. Se presentó un primer borrador a la Gerencia General de Empresas Públicas de Medellín y esta a su vez se la presentó a la Federación Nacional de Cafeteros de Colombia, pues la idea era involucrarlos a ellos dada su vecindad geográfica con el proyecto. Aprobada la primera idea, se emprendió el diseño y la conversión de las palabras en hechos.
Francisco Cardona Troll, el ingeniero encargado del proyecto, en un momento de creatividad concretó la idea del primer museo interactivo de la ciudad. El 31 de diciembre de 1999 se aprobó el proyecto y el 1 de enero de 2000 un equipo interdisciplinario conformado por ingenieros, comunicadores, publicistas, diseñadores y decoradores se dedicó a construir el Museo Interactivo EPM.
El 16 de agosto de 2000 abre sus puertas el Museo Interactivo EPM, ubicado en el Parque de los Pies Descalzos, junto a la sede de las Empresas Públicas de Medellín.

### Renovación
El Museo Interactivo EPM, después de los primeros cinco años de funcionamiento y cinco meses de esfuerzo realiza su primera renovación entre 2005-2006. Los trabajos, se orientaron a consolidar su carácter de espacio recreativo y de aprendizaje sobre los fenómenos de la naturaleza, de la ciencia y la dinámica de los servicios públicos domiciliarios.
La ejecución del proyecto de renovación del Museo Interactivo, desarrollado desde agosto de 2005 hasta enero de 2006, partió de la necesidad de darle a sus visitantes la posibilidad de interactuar mejor con sus diferentes atracciones, además de crear otras nuevas que sin dejar a un lado la diversión, motivarán el interés por la naturaleza, el futuro del planeta Tierra y lo que todo ser humano puede hacer para salvarlo ante el uso inadecuado de sus recursos.
Lúdica y aprendizaje son los dos principios que dieron origen a las salas Kuarachi, Ikúa, Ikuaka y Puka Lupuna, nombres que vienen de la lengua de los Kokama, tribu indígena de la cuenca del Río Amazonas que nombra de esta manera, en su orden, a sol y cielo, conocer, pensar y la ceiba roja que es el centro de su mundo.
Para lograr todo esto, EPM y su Fundación invirtieron un total de $2.630 millones, de los cuales $2.000 millones fueron para el diseño, fabricación y desarrollo de las nuevas atracciones del pabellón Puka Lupuna, mientras el resto se invirtió en las labores de mantenimiento, adecuación y adaptación de las máquinas interactivas ya existentes y ubicadas en las otras tres salas.

## Ejes temáticos
El Museo del Agua EPM presenta sus ejes temáticos en 9 salas:
- Evolución del planeta
- Agua recurso vital
- Ecosistemas, unidades de vida
- Culturas forjadas por el agua
- Abastecimiento de agua
- Transformación del ambiente
- H2O Noticias
- Planeta azul
- Sala de arte